# Многобугорчатый круглопёр
Многобугорчатый круглопёр (лат. Eumicrotremus multituberculatus) — вид морских лучёпёрых рыб рода круглопёров из семейства пинагоровых.
Вид описан в 2018 году О.С. Воскобойниковой на основе двух образцов (самки в преднерестовом состоянии), хранящимся в фондах ЗИН РАН. Обе рыбы были обнаружены в одном трале, поднятом с глубины 180 м в Беринговом море у Алеутских островов в 1964 году. Видовое название multituberculatus в переводе с латыни означает "многобугорчатый" и отсылает к характерным бугоркам, покрывающим тело.

## Описание
Мелкая рыба с длиной тела от43 до 46 мм. Голова крупная, широкая, с выпуклым верхним профилем. Глаза мелкие, межглазничное пространство равняется половине длины головы. Ноздрей две пары (передняя пара лишена кожных трубочек, у задней они очень короткие). Рыло притупленное, рот небольшой, с одинаковой длиной челюстей и тремя-четырьмя рядами мелких зубов конической формы, размер которых увеличивается вглубь рта.
Грудные плавники расположены ниже линии рта, 8 верхних лучей ветвятся. Два спинных плавника разделены промежутком. Передний треугольной формы, низкий, с тонкими гибкими колючими лучами, большая часть длины которых скрыта под плотной кожей (последние четыре луча заключены каждый в отдельный кожный чехол, между ними отсутствует перепонка). Задний спиной плавник свободен от кожи. Хвостовой плавник узкий, его основные лучи не ветвятся.
Значительная площадь тела (верх головы, щёки, горло, основания грудных, анального, хвостового и заднего спинного плавника, лучи переднего спинного плавника) покрыты множеством мелких костных бляшек конической формы. Бляшки сгруппированы в ряды у основания плавников, на остальной поверхности расположены бессистемно. Шипик на вершине бляшек отсутствует.
Сейсмосенсорная система представлена каналами с сетью парных и непарных пор, расположенных на концах коротких кожных трубочек.
Окраска тела светло-серая с тёмно-коричневыми точками, образованными меланофорами; из-за более высокого числа меланофор передняя часть головы (губы, подбородок и рыло) окрашена в коричневый цвет. Плавники светлые. Покрывающие кожу костные бляшки окрашены в светло-коричневый цвет. 
Внутри обоих экземпляров была найдена икра с диаметром икринок около 3 мм.